# イシマキガイ

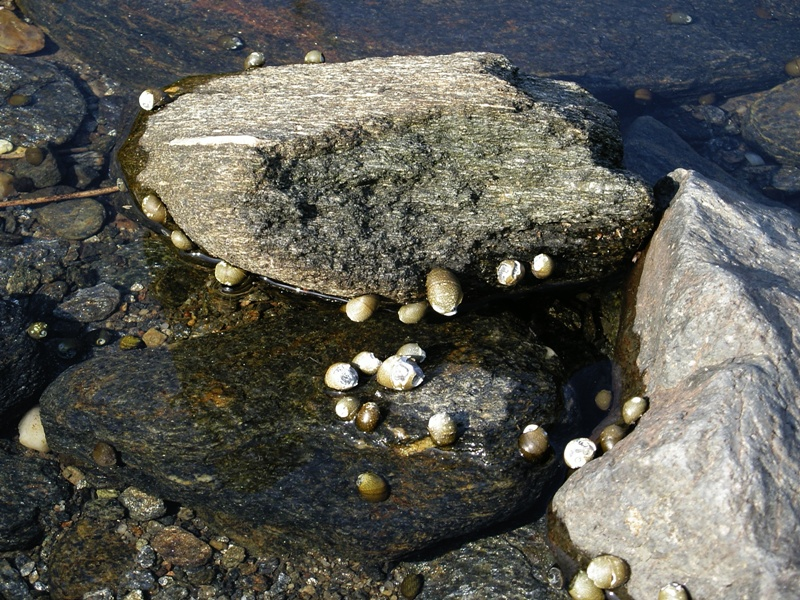
川の下流域の転石地に生息する。水面の直上部までは出現するが、水から離れて出歩くことはまずない

イシマキガイ（石巻貝、石散貝）、学名 Clithon retropictus は、アマオブネガイ目アマオブネガイ科に分類される巻貝の一種。西太平洋沿岸の汽水域～淡水域に分布する雌雄異体の巻貝である。両側回遊型の生活史をもつ。

## 特徴
貝殻はアマオブネガイ類に共通した半球形で、成貝は殻長25mmに達する。螺塔（巻き）は最高4階だが、殻頂部がカルシウムイオンに乏しい河川水によって侵蝕されボロボロになる。2cmほどの老成個体では体層のみになることも珍しくない。殻上面は艶のない緑褐色の殻皮に覆われ、細かい三角形の斑紋が並ぶ。この三角斑は1辺のみが太いので、同属のカノコガイ C. faba （2辺が太い）と区別できる。幼貝は淡い色帯が2-3本出たり三角斑が明瞭に出現したりもするが、成貝はこれらの模様も目立たなくなり、色彩変異は乏しい。
殻下面は黄褐色-緑褐色で、D字形の殻口周辺には滑層があるが、海産種やヒロクチカノコ Neritina(Neripteron) sp. ほどは広がらない。殻口奥は青白い。蓋は石灰質で淡黄褐色だが、外縁に赤い角質が露出し赤く縁取られたように見える。

### 生態
西太平洋沿岸の熱帯・温帯域に分布し、日本では本州中部以南の南日本で見られる。成貝は淡水・汽水生だが、両側回遊をするため小河川や離島の川でも見られる。
幼体や成体は河川の中流から河口域にかけて生息し、岩盤・転石・コンクリート護岸に付着する。同じ科のカノコガイやヒロクチカノコに比べて淡水の影響が強い区域に多く、汽水域のみならず純淡水域にも進出する。また水から遠く離れて出歩くことはなく、潮が引いた河口域では水が残った澪筋や転石下に集まる。産地によっては高密度で生息することがある。
岩石表面を這い、岩石に付着した微細藻類などの微生物が形成するバイオフィルムを歯舌で削り取って摂食する。淡水域ではカワニナなどと共にゲンジボタルやヘイケボタルの幼虫に捕食される。

### 生活史
成体は春から夏にかけて交尾し、メスは交尾後に岩石や他個体の殻表に直径1-2mm程度・扁平なドーム状・黄白色の卵嚢を産みつける。卵嚢の中には100個余りの卵が入っている。孵化したベリジャー幼生は海に流れ下り、植物プランクトンを摂食しつつ長期の浮遊生活に入る。充分成長したベリジャー幼生は河川の汽水域に遡上、着底後変態して幼貝となる。幼貝は黄褐色で模様も明瞭だが成長するにつれ黒味が増し模様が目立たなくなる。成長しながら河口を十数km遡上したあたりの淡水域まで分布を広げるため、一般的には河川の上流に行くにつれ大型個体の割合が増える。

## 人間との関係
観賞魚水槽の美観を損ねる藻類除去、いわゆる「コケとり」用のタンクメイト（水槽同居動物）として盛んに利用されている。ただし両側回遊の生活史を営むため、一般家庭での飼育下における繁殖は困難である。ただし、卵は産むので、それが白い跡になって残ることがある。巻貝は匍匐摂食する生活様式のため寄生虫卵を取り込む特性を持つが、イシマキガイに関しては寄生虫の報告が見当たらない。代わりに腸炎ビブリオ（海洋細菌）が寄生しており、イシマキガイが河川を遡上することによってビブリオ属細菌が汽水・淡水域で検出される原因となる。

### 日本における保全状態評価
南日本の河川下流域で広く見られる貝ではあるが、河川改修などの影響で個体数が減少する場合がある。日本の環境省レッドリストには掲載されていないものの、9府県のレッドリストで絶滅危惧種として掲載されている。
- 絶滅危惧I類 - 千葉県
- 絶滅危惧II類 - 徳島県・福岡県
- 準絶滅危惧 - 新潟県・福井県・鳥取県・熊本県・鹿児島県
- その他 - 大阪府「要注目」